# Lophophora williamsii
Lophophora williamsii /loʊˈfɒfərə wɪlˈjæmsiaɪ/ (tên tiếng Anh: peyote (/pəˈjoʊti/) là một loài xương rồng nhỏ, không gai chứa những alkaloid tác động thần kinh, đặc biệt là mescalin. Tên tiếng Anh peyote đến từ tiếng Tây Ban Nha, vốn có nguồn gốc từ tên Nahuatl peyōtl [ˈpejoːt͡ɬ], được cho rằng xuất phát từ nghĩa gốc là "lấp lánh" hay "long lanh". Dân bản địa Bắc Mỹ có vẻ đã sử dụng peyote trong ít nhất 5.500 năm.
Peyote có nguồn gốc tại Mexico và tây nam Texas. Được tìm thấy chủ yếu tại hoang mạc Chihuahua và tại các bang Coahuila, Nuevo León, Tamaulipas và San Luis Potosí.